# Empetrum
Empetrum is een klein geslacht van groenblijvende dwergstruiken uit de heidefamilie (Ericaceae).
Empetrum-soorten worden gevonden op het noordelijk halfrond in gematigde tot subarctische klimaatgebieden. Ook kan men de planten in Zuid-Amerika, op de Falklandeilanden en op Tristan da Cunha aantreffen. Het gangbare biotoop is in moerassen, toendra's en veengebieden, maar ook in naaldbossen.

## Taxonomie
Het geslacht kent een aantal soorten. Empetrum nigrum (kraaihei) en Empetrum eamesii zijn groenblijvende, bodembedekkende struiken met kleine, lichtgroene naaldvormige bladeren van 0,3–1,0 cm lang. De bloemen zijn klein en onopvallend. De vrucht is een vrij droge, zwartgekleurde bes die iets op een bosbes lijkt.
Op de Falklandeilanden komt Empetrum rubrum voor. Deze bloeit in oktober en de eerste rode besjes zijn rijp in januari. De lokale bewoners maken hier jam van. 
Het geslacht werd vroeger in een eigen familie, de kraaiheidefamilie (Empetraceae) geplaatst, maar DNA-onderzoeken hebben uitgewezen dat het geslacht in de heidefamilie (Ericaceae) thuis hoort.

## Gebruik
In subpolaire gebieden zijn de bessen een belangrijk element in het dieet van de Inuit en de Saami. Na afnemende populariteit wegens het gebrek aan smaak en de droge structuur, is de bes nu aan een come-back bezig. De planten geven een gelijkmatige opbrengst en zijn betrekkelijk gemakkelijk te oogsten. Het anthocyaan kan als natuurlijke kleurstof gebruikt worden. De Dena'ina (Tanaina) oogsten het als voedsel, en slaan het soms in aanzienlijke hoeveelheden voor de winter op. Ze mengen het met olie of reuzel. Ze bewaren het op een koele plaats zonder voorbewerking.
De bessen worden in het najaar verzameld, maar wanneer ze niet geplukt worden en er in het voorjaar nog zijn kunnen ze ook dan gegeten worden. De rauwe bessen zijn melig en smakeloos. De Inuit en inheemse Amerikaanse stammen mengen ze met andere bessen, vooral met bosbessen. Koken verbetert de smaak. Ze`zijn geschikt voor gelei en taart.
De bladeren en stengels worden door de Dena'ina als medicijn tegen diarree en maagproblemen gebruikt. Ze worden hiervoor gekookt of in heet water gedompeld. Dit aftreksel wordt gedronken. Sommigen claimen dat het bessensap goed is tegen nierproblemen.
In de plantkunde van de Dena'ina in het gebied van Lake Clark wordt ook de wortel als medicijn tegen oogproblemen gebruikt. 
De inhoud van de bessen bestaat vooral uit water. De vitamineconcentratie is laag. Dit geldt ook voor de vrije vloeistoffen, waardoor ze vrijwel reukloos zijn.
... · 
Acrothamnus · 
Acrotriche · 
Agapetes · 
Agarista · 
Andersonia · 
Andromeda · 
Arbutus · 
Arctostaphylos · 
Calluna · 
Cassiope · 
Chimaphila · 
Daboecia · 
Dracophyllum · 
Empetrum · 
Enkianthus · 
Erica (Dophei) · 
Kalmia · 
Leptecophylla · 
Moneses · 
Monotropa · 
Orthilia · 
(Oxycoccus (Veenbes)) · 
Pieris · 
Pyrola (Wintergroen) · 
Rhododendron (Rododendron) · 
Vaccinium (Bosbes) . 
Woollsia . 
...